# Kinotavr
Le Kinotavr (russe : Кинотавр) ou Festival du film de Sotchi (officiellement Festival ouvert russe du cinéma ; Открытый российский кинофестиваль) est un festival de cinéma dans la ville de Sotchi en Russie, qui se déroule toutes les années en juin depuis 1991. C'est le plus grand festival du film qui se déroule en Russie, il est considéré comme le festival national de Russie. Il est organisé par Oleg Yankovski depuis 1993. Le nom du festival est un néologisme formé de « kino » (cinéma) et du suffixe « -tavr » (-taure, comme dans centaure ou minotaure).
En 2022, le directeur du festival Alexandre Rodnianski critique l'invasion de l'Ukraine par la Russie et annule le festival, estimant qu'« on ne peut pas parler de festivals quand la Russie mène une guerre d’agression ».

## Prix et récompenses
- Grand Prix :
- Meilleur réalisateur
- Meilleur premier film
- Meilleur acteur
- Meilleure actrice
- Meilleur scénario appelé « Prix Grigori Gorine du meilleur scénario »
- Meilleure musique appelé « Prix Tariverdiev de la meilleure musique »
- Le prix du concours « Kinotavr : Court métrage »

Par le passé, les récompenses suivantes furent également décernées :
- Le Grand Prix pour le deuxième meilleur prix
- Prix spécial du jury
- Prix « Rose diamant »
- Prix de la Guilde des producteurs de films russes, pour le meilleur projet de producteur
- Prix de la Guilde des universitaires et des critiques de cinéma russes
- Prix du Conseil présidentiel du Festival
- Prix FIPRESCI, par la Fédération internationale de la presse cinématographique (FIPRESCI)
- Prix FIPRESCI - Mention spéciale

## Lauréats du Grand prix
- 1990 : La Flûte de roseau (Месть)  de Iermek Chinarbaïev
- 1991 : Enfants de chiennes (Сукины дети)  de Leonid Filatov
- 1992 : Le Soleil des insomniaques (Солнце неспящих)  de Temur Babluani
- 1993 : Encore, toujours encore ! (Анкор, ещё анкор!)  de Piotr Todorovski
- 1994 : Petit ange, fais-moi plaisir (Ангелочек, сделай радость) d'Ousman Saparov (ru)
- 1995 : Les particularités de la chasse nationale (Особенности национальной охоты)  d'Alexandre Rogojkine
- 1996 : Le Prisonnier du Caucase (Кавказский пленник) de Sergueï Bodrov
- 1997 : Le Frère (Брат)  d'Alekseï Balabanov
- 1998 : Le Temps du danseur (Время танцора) de Vadim Abdrachitov
- 1999 : Le Poste (Блокпост) d'Alexandre Rogojkine
- 2000 : Luna Papa (Лунный папа) de Bakhtiar Khudojnazarov
- 2001 : L'Âge tendre (Нежный возраст) de Sergueï Soloviov
- 2002 : La Guerre (Война) d'Alekseï Balabanov
- 2003 : Les Petites Vieilles (Старухи) de Guennadi Sidorov (ru)
- 2004 : Un chauffeur pour Véra (Водитель для Веры) de Pavel Tchoukhraï
- 2005 : Familles à vendre (Бедные родственники) de Pavel Lounguine
- 2006 : Jouer les victimes (Изображая жертву) de Kirill Serebrennikov
- 2007 : Les Choses simples (Простые вещи) d'Alekseï Popogrebski
- 2008 : Choultes (Шультес) de Bakour Bakouradzé.
- 2009 : La Toupie (Волчок) de Vassili Sigarev
- 2010 : La Trêve (Перемирие) de Svetlana Proskourina
- 2011 : Indifférence (ru) (Безразличие) d'Oleg Fliangolts (ru)
- 2012 : Je serai près de toi (ru) (Я буду рядом) de Pavel Rouminov (ru)
- 2013 : Le géographe a bu son globe (Географ глобус пропил) d'Alexandre Veledinski
- 2014 : Le Souffle (Испытание) d'Alexandre Kott
- 2015 : De l'amour (Про любовь) d'Anna Melikian
- 2016 : Un bon garçon (Хороший мальчик) d'Oxana Karas
- 2017 : Arythmie (Аритмия) de Boris Khlebnikov
- 2018 : Le Cœur du monde (Сердце мира) de Natalia Mechtchaninova
- 2019 : Le Taureau (Бык) de Boris Akopov (ru)
- 2020 : L'Épouvantail (Пугало) de Dmitri Davydov (ru)
- 2021 : More volnouietsia raz (Море волнуется раз) de Nikolaï Khomeriki